# دشنا
دشنا نام شهر و شهرستانی در استان قنا مصر است.